# Патрик Фризахер
Патрик Фризахер (на немски: Patrick Friesacher) е австрийски пилот от Формула 1, роден е на 26 септември 1980 г. в Волфсберг, Австрия.

## Кариера във Формула 1
Патрик Фризахер дебютира във Формула 1 през 2005 г. в Голямата награда на Австралия, в световния шампионат на Формула 1 записва 11 участия като успява да спечели три точки. Състезава се само за отбора на Минарди.